# Chaperon (Sport)

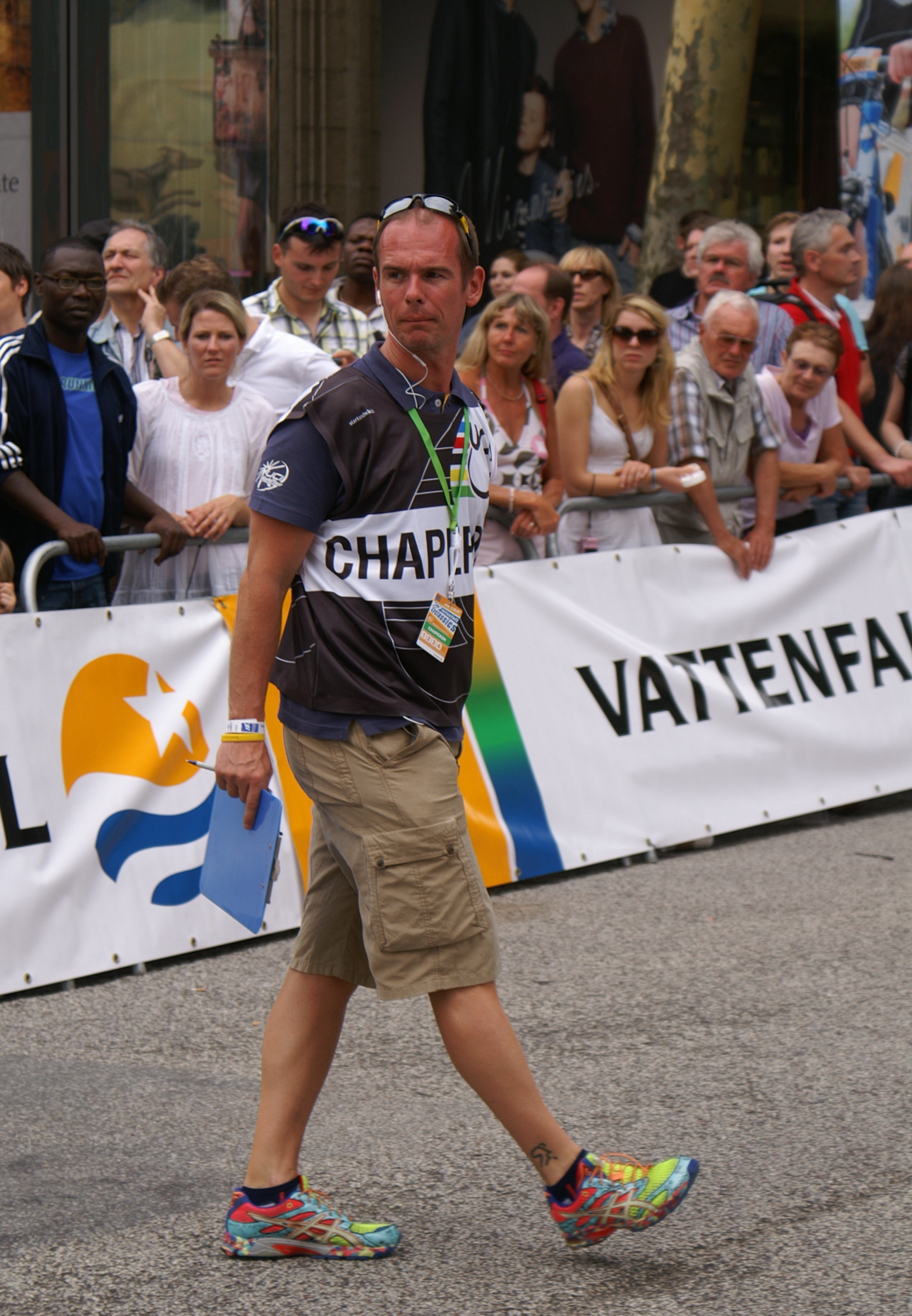
Chaperon bei den Vattenfall Cyclassics 2011

Ein Chaperon (franz. „Anstandsdame“) ist ein Helfer des Anti-Dopingkommissars bei Sportwettkämpfen.
Er ist für die Begleitung der zur Anti-Dopingkontrolle geladenen Sportler vom Ende des Sportturniers bis zum Betreten des Dopingkontroll-Lokals verantwortlich. Man erhofft sich dadurch ein noch lückenloseres Kontrollsystem im Kampf gegen Doping. Kritiker halten entgegen, dass der Einsatz von Chaperons nur einen kleinen Teil der Verschleierung von Doping bekämpfe, nämlich die mögliche Manipulation des Urins durch den Sportler vor dessen Abgabe zum Beispiel durch Einführen von Fremdurin.
Chaperons kamen erstmals im Radsport zum Einsatz nach einer Forderung der ARD als Bedingung zur Übertragung der Deutschland Tour 2007. Seit Juli 2007 ist der Chaperon als Begleitperson für fast alle Radsportrennen im Einzugsgebiet des Bund Deutscher Radfahrer vorgesehen. Mit Beginn der Saison 2009/2010 führte der Deutsche Fußball-Bund den Einsatz von Chaperons bei den Spielen der deutschen Fußball-Bundesliga ein. Die österreichische NADA setzt ihre Chaperons (meist externe Mitarbeiter) unter anderem in den Bereichen Schwimmen, Radfahren und Beachvolleyball ein.